# Woda Ujsolska
Woda Ujsolska – rzeka w południowej Polsce, w całości płynąca w obrębie Beskidu Żywieckiego. Również cała jej zlewnia znajduje się w tym mezoregionie. Na niektórych mapach nazywana jest również Ujsołą lub Białą Sołą. Powstaje na wysokości ok. 573 m n.p.m. z połączenia potoków Cicha i Glinka, przy czym ten ostatni uznaje się za górny bieg Wody Ujsolskiej. Górny odcinek Wody Ujsolskiej, po ujście Bystrej, nazywany jest czasem Ujsołką.
Od miejsca połączenia Glinki z Cichą Woda Ujsolska spływa przez miejscowości Ujsoły i Rajcza. W tej drugiej na wysokości około 498 m n.p.m. uchodzi do rzeki Soły. Głównymi dopływami Wody Ujsolskiej są potoki: Bystra (prawobrzeżny) i Danielka (lewobrzeżny).
Woda Ujsolska odwadnia dwie grupy szczytów Beskidu Żywieckiego. Od południowej strony jest to rejon tzw. Worka Raczańskiego – polska część szczytów należących do Grupy Wielkiej Raczy, od północnej część szczytów Grupy Lipowskiego Wierchu i Romanki oraz granicznego grzbietu między przełęczami Glinka i Bory Orawskie. Ma kamieniste dno, a układ warstw geologicznych powoduje, że w jej korycie występują niewysokie, ale liczne progi skalne.